# سن اومر
سن اومر (به فرانسوی: Saint-Omer) یک کمون در فرانسه است که در پا-دو-کاله واقع شده‌است.

## خصوصیات
سن اومر ۱۶٫۴ کیلومترمربع مساحت و ۱۵٬۷۷۷ نفر جمعیت دارد و ۶ متر بالاتر از سطح دریا واقع شده‌است.

## خواهرخوانده
شهرهای دتمولد، ایپر و دیل، کنت خواهرخوانده‌های سن-اومر هستند.